# Joaquim Alencar de Seixas
Joaquim Alencar de Seixas foi um militante político dirigente do Movimento Revolucionário Tiradentes (MRT), participante da ação que assassinou o empresário Henning Albert Boilesen, em 15 de abril de 1971. Foi preso no dia seguinte da ação, juntamente com sua esposa e dois filhos. Apesar de a imprensa ter noticiado sua morte em 17 de abril de 1971, Seixas continuava vivo e foi torturado nas dependências do DOI-Codi/SP.
É um dos casos investigados pela Comissão da Verdade, que apura mortes e desaparecimentos na ditadura militar brasileira.

## Biografia
Nascido em 02 de janeiro de 1922, em Bragança-PA,  Joaquim Alencar de Seixas começou a militar aos 19 anos. Operário, era filho de Estolano Pimentel Seixas e Maria Pordeus Alencar Seixas.
Foi mecânico de aviões em grandes empresas como Varig, Aerovias e Panair. Sua militância política acabou sendo motivo de demissão diversas vezes. Uma das demissões foi porque Joaquim apresentou uma denúncia contra a Varig - empresa cujos donos eram de origem alemã - mostrando a relação entre o governo nazista e o governo de Getúlio Vargas, então vigente no país.
Em 1964, como funcionário da Petrobrás, precisou simular um acidente para passar pelo cerco que tomou a refinaria Duque de Caxias, no Rio de Janeiro, logo após o Golpe Militar. Enquanto o Exército prendia lideranças sindicais, o alarme de segurança da refinaria era acionado e ambulâncias passavam com os líderes cobertos de lençóis sujos de tinta vermelha, simulando sangue. À época, Joaquim era militante do Partido Comunista Brasileiro (PCB). Ele e todos os sindicalistas tiveram suas residências vigiadas. Ao retornarem ao trabalho foram todos demitidos e incluídos em listas que não os permitiam conseguir nenhum emprego. Assim, Joaquim se mudou com sua esposa Fanny e o restante da família para o Rio Grande do Sul.
No Sul, trabalhou por dois anos como marceneiro e montou postos de gasolina até ser contratado pela Pepsi-Cola em 1967. Seria o encarregado pelo setor de mecânica da empresa. Novamente sua militância política e resistência à ditadura foi um transtorno para o patronado, servindo de motivo para mais uma demissão. Sem conseguir outro emprego, toda a família se mudou novamente para o Rio de Janeiro, onde Joaquim seguiu por um tempo como motorista de táxi, até ser contratado pela concorrente, a Coca-Cola, empresa situada em Niterói-RJ, para ocupar mais uma vez o setor de mecânica e manutenção. Foi seu último emprego.
Em 1970, Joaquim e família se mudaram novamente. Desta vez, o destino foi a cidade de São Paulo, onde Joaquim militaria pelo Movimento Revolucionário Tiradentes (MRT), tornando-se um de seus dirigentes.
No dia 16 de abril de 1971, Joaquim Alencar de Seixas e seu filho Ivan, então com 16 anos, seriam presos na rua Vergueiro, altura do número 9000, e encaminhados para a 37ª Delegacia de Polícia, localizada na mesma rua. Ambos eram acusados de participar do assassinato do dinamarquês Albert Henning Boilesen, presidente da Ultragás, diretor da FIESP e suposto financiador das torturas da Oban (Centro de informações e investigações do Exército Brasileiro, reorganizada como DOI-CODI). A morte do empresário havia sido um dia antes, resultado de uma ação conjunta do MRT e da Ação Libertadora Nacional (ALN).
Joaquim e Ivan foram espancados no estacionamento da 37ª DP enquanto os policiais trocavam os carros utilizados. Logo seriam levados para o DOI-CODI/SP e torturados um na frente do outro. No mesmo dia a casa da família foi saqueada e Fanny, esposa de Joaquim, e suas duas filhas, Ieda e Iara, foram presas para serem torturadas no mesmo local.
Em 17 de abril, os jornais paulistanos publicariam notas oficiais sobre a morte de Joaquim em meio a um tiroteio. No entanto, o filho Ivan, em depoimento à Comissão da Verdade, diria que o pai estava vivo e sendo torturado no DOI-CODI.[carece de fontes?]
Ivan e Ieda foram levados naquela madrugada para o mesmo destino em carros distintos. Ali seria simulado o fuzilamento de Ivan, uma farsa recorrente realizada pelos torturadores como forma de intimidação e que já havia sido feito anteriormente. De volta ao DOI-CODI os agentes pararam em um estabelecimento para tomar café. Do carro os irmãos conseguiram ler a manchete do jornal Folha da Tarde, que anunciava a morte de seu pai. Mas ao retornarem ao centro de tortura encontraram o pai ainda vivo.

## Morte
Por volta das 19 horas do dia 17 de abril de 1971, Joaquim Alencar de Seixas foi morto. No processo contra o MRT, a foto de seu cadáver mostra um tiro na altura do coração – o que foi identificado como a causa de morte no laudo assinado pelos legistas Pérsio José Ribeiro Carneiro e Paulo Augusto Queiroz da Rocha. A versão oficial da morte de Joaquim divulgava que ele havia falecido após levar sete tiros durante um confronto com policiais ao reagir à voz de prisão.[carece de fontes?]
O médico legista Nelson Massini, responsável por revelar muitas das verdadeiras causa mortis da ditadura, examinou os documentos de Joaquim e identificou que o militante havia falecido durante uma sessão de tortura, com oito lesões pelo corpo incluindo pancadas na cabeça.[carece de fontes?]
Naquele dia 17, a esposa de Joaquim, Fanny, assistiu a retirada do corpo de seu marido do DOI-CODI. Ao ouvir a menção da morte dele, Fanny ergueu-se na ponta dos pés a tempo de ver os policiais forrarem o porta-malas da van C-14 no estacionamento e colocarem ali o corpo de Joaquim. Ainda chegou a ouvir um policial perguntar ao outro: “De quem é este presunto?”. E ouviu de volta a confirmação: “Este era o Roque”, o codinome de Joaquim na militância.
Os familiares e companheiros de militância identificaram como assassinos de Joaquim o major Carlos Alberto Brilhante Ustra, conhecido por “Doutor Tibiriça”; o capitão Dalmo Lúcio Muniz Cirillo, conhedido por “Doutor Hermógenes”; o capitão Ênio Pimentel da Silveira, de codinome “Doutor Nei” ou “Nazistinha”; o capitão André Leite Pereira, conhecido por “Doutor Edgar”; o delegado Davi dos Santos Araújo, conhecido por “Capitão Lisboa”; o investigador de polícia Pedro Mira Granziere, conhecido por “tenente Pedro Ramiro”; o delegado João José Vetoratto, conhecido por “Capitão Amicci”, e outros torturadores conhecidos apenas pelos apelidos.
Em entrevista, Ivan, filho de Joaquim, denuncia que o “Capitão Lisboa” foi o responsável pela pancada que vitimaria de vez seu pai, além de ter abusado sexualmente de sua irmã mais velha, Ieda.
Ieda relata ter sido obrigada a tomar um copo de leite muito doce enquanto os torturadores provavelmente removiam o corpo sem vida de seu pai do local.

## Denúncias sobre as circunstâncias da morte
Ainda na década de 1970, a morte de Joaquim Alencar de Seixas ganhou grande repercussão, com denúncias crescentes quanto as circunstâncias da fatalidade. O abaixo-assinado "Bagulhão", feito por 35 presos políticos de São Paulo, de 23 de outubro de 1975, foi lançado em resposta às declarações do então presidente do Conselho Federal da OAB, Caio Mário da Silva Pereira. O documento contestou a afirmação de Pereira, de não ter as informações necessárias para tomar medidas contra as violações de direitos humanos que ocorriam no período ditatorial, apresentando uma série de torturadores e presos. Joaquim aparecia nesta lista.
Em 1979, oito anos depois da morte do militante, foi publicada, no jornal "Em Tempo", uma reportagem sobre a prisão e as torturas sofridas por Joaquim e seu filho Ivan. Na publicação, o mais novo falou sobre as circunstâncias da prisão e ainda denunciou os torturadores responsáveis pela morte do pai: David Araújo dos Santos (capitão Lisboa), Pedro Mira Gracieri; Dalmo Moniz Cirilo, vice-comandante da Oban; e Carlos Alberto Brilhante Ustra, comandante do DOI-CODI.

Em 17 de maio de 1995, 24 anos após o ocorrido, o Conselho Regional de Medicina do Estado de São Paulo (CREMESP) cassou o registro profissional do perito responsável por assinar o laudo de exame de corpo de delito, Pérsio José Ribeiro Carneiro. O médico foi acusado pelo Grupo Tortura Nunca Mais do Rio de Janeiro (GTNM/RJ) de assinar laudo necroscópico falso. O documento registrava, para o dia da morte, data contrária às evidências colhidas em testemunhos. Além disso, omitia a prática de tortura, afirmando que Joaquim teria sido morto em um tiroteio com agentes de segurança no dia 16 de abril. Em 13 de julho do mesmo ano, a perícia técnica realizada por Nelson Massini, em resposta ao GTNM/RJ, desmentiu a versão original, e relatou que o laudo da época omitiu uma série de informações imprescindíveis. Foi, portanto, concluído que houve tortura, conforme o perito afirmou: 
"O Sr. Joaquim Alencar de Seixas sofreu, além dos ferimentos mortais de projéteis de arma de fogo, outras lesões – provenientes de meios e/ou instrumentos – constituídas de forte dor física e sofrimento físico que se define como tortura ou forma cruel de violência."
A Comissão Especial sobre Mortos e Desaparecidos Políticos (CEMDP) concluiu, ao analisar o processo submetido por seus familiares, no ano seguinte, que Joaquim morreu devido as torturas às quais foi submetido.
Em uma audiência pública, realizada no dia 26 de abril de 2013, Ivan Seixas e Ieda Seixas prestaram testemunho à Comissão da Verdade do Estado de São Paulo, reiterando os fatos sobre as torturas e morte de Joaquim. Em 18 de fevereiro do ano seguinte, Ieda testemunhou à Comissão Nacional da Verdade.